# Constantino de Ostrovica
Constantino de Ostrovica,  también conocido como Konstantin Mihailović (1430-c. 1500), fue un soldado serbio y autor de unas memorias cuando era jenízaro en el ejército del Imperio otomano. Constantino nació en el pueblo de Ostrovica, cerca de Rudnik en el Despotado de Serbia. Su libro, Memorias de un jenízaro (en serbio: Успомене јаничара) fue escrito a finales del siglo XV, probablemente entre 1490 y 1501, y proporciona una visión única de la vida en el ejército otomano de la época. La motivación declarada de Constantino al escribir el libro era proporcionar una descripción detallada del estado otomano y su estructura militar para ayudar a las potencias cristianas en su lucha contra estos.

## Biografía
Sus memorias no dan una idea de sus primeros años de vida. En lugar de ello, comienzan en 1455, cuando un ejército otomano bajo el mando del sultán Mehmed II puso cerco al castillo de Novo Brdo durante cuarenta días. El ejército había marchado desde Edirne a través de Sofía en una campaña para establecer cierto control sobre la zona de la actual Kosovo. En ese momento, Novo Brdo era una ciudad minera rica en plata. La guarnición se rindió el 1 de junio de 1455. Según Constantino, el sultán se detuvo en la pequeña puerta del castillo y separó a los niños de las niñas. Luego clasificó a las mujeres de un lado de una zanja y a los hombres del otro. Luego ordenó que todos los varones de cualquier rango o importancia distinguidos fueran decapitados. Las jóvenes mujeres y niñas, unas 700, fueron llevadas y desposadas con soldados y comandantes turcos.  
Después de esto, los jóvenes varones, unos 320, entre ellos Constantino y sus dos hermanos, fueron llevados para ser entrenados como miembros de los jenízaros. Más tarde escribió que él y otros diecinueve niños escaparon durante la noche cerca de un pueblo llamado Samokovo, solo para ser capturados, atados y castigados. El área a la que se refería probablemente era Samokovo en Serbia, ubicada a unos 63 kilómetros al norte de Pristina y 204 kilómetros al sur de Belgrado. Escribe que un año después estuvo presente en el sitio de Belgrado. Si bien es probable que estuviera presente, no había estado con los otomanos el tiempo suficiente como para haberse convertido en un jenízaro para ese momento. Constantino entra en gran detalle sobre este asedio y los eventos que siguieron.

## Campañas contra Valaquia y Bosnia
Después de completar su entrenamiento de jenízaro sirvió con el ejército otomano durante su avance contra el príncipe Vlad Tepes de Valaquia, quien más tarde sería la inspiración para la novela Drácula de Bram Stoker. En este segmento, Constantino confirma el uso del empalamiento por parte de Vlad, y agregó el hecho de que el príncipe a menudo cortaba las narices de los soldados otomanos y los enviaba a Hungría para mostrar la cantidad de soldados enemigos que había matado. Afirma que en una batalla, mientras los otomanos cruzaban el Danubio, los valacos mataron a unos 250 jenízaros, pero los números absolutos de la fuerza otomana finalmente alejaron a las fuerzas de Vlad.
También registra que durante la noche los otomanos tenían más miedo al ataque de los valacos y que protegían sus campamentos con estacas de madera y guardias las 24 horas. Esto todavía no previno los ataques, y perdieron muchos soldados, camellos y caballos. Menciona un poco el "bosque de los empalados" que desde entonces se ha convertido en leyenda, en el que se dice que Vlad pavimento las carreteras con miles de soldados turcos empalados, pero Constantino nunca vio esto, ya que estaba en la retaguardia del ejército, y escribió esto basándose en comentarios de otros testigos. 
Sus siguientes escritos fueron sobre la campaña para conquistar Bosnia en 1463. Constantino detalló los asedios involucrados en esa campaña, y cuando llegó a su fin, él y una guarnición de jenízaros permanecieron para proteger la fortaleza de Zvecaj. En este momento, parece haber tenido un rango considerable. Su contingente no pudo resistir un asedio dirigido por Matías Corvino de Hungría, y Constantino fue uno de los prisioneros tomados. Después de que se descubrió su identidad y etnia, fue repatriado de regreso a su propio país.

## Obras y publicaciones
- Mihailović, Konstantin (1865) [1490-1501], Turska istorija ili kronika (Турска историја или кроника) (en serbio) 18, Glasnik Srpskoga učenog društva.